# Schloss Orianda

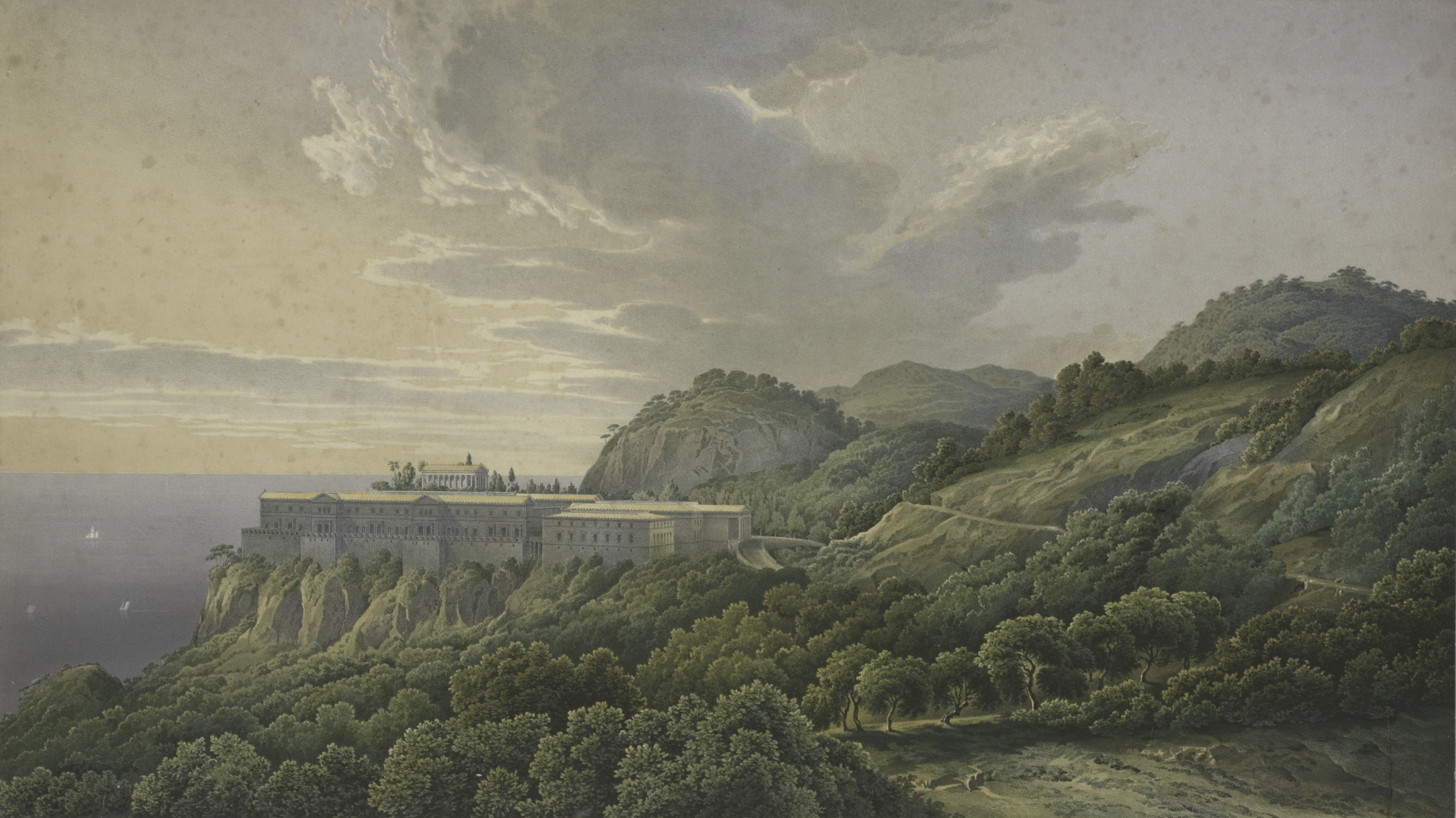
Gesamtansicht des Schlosses Orianda. Lithografie von Heinrich Mützel nach Schinkel

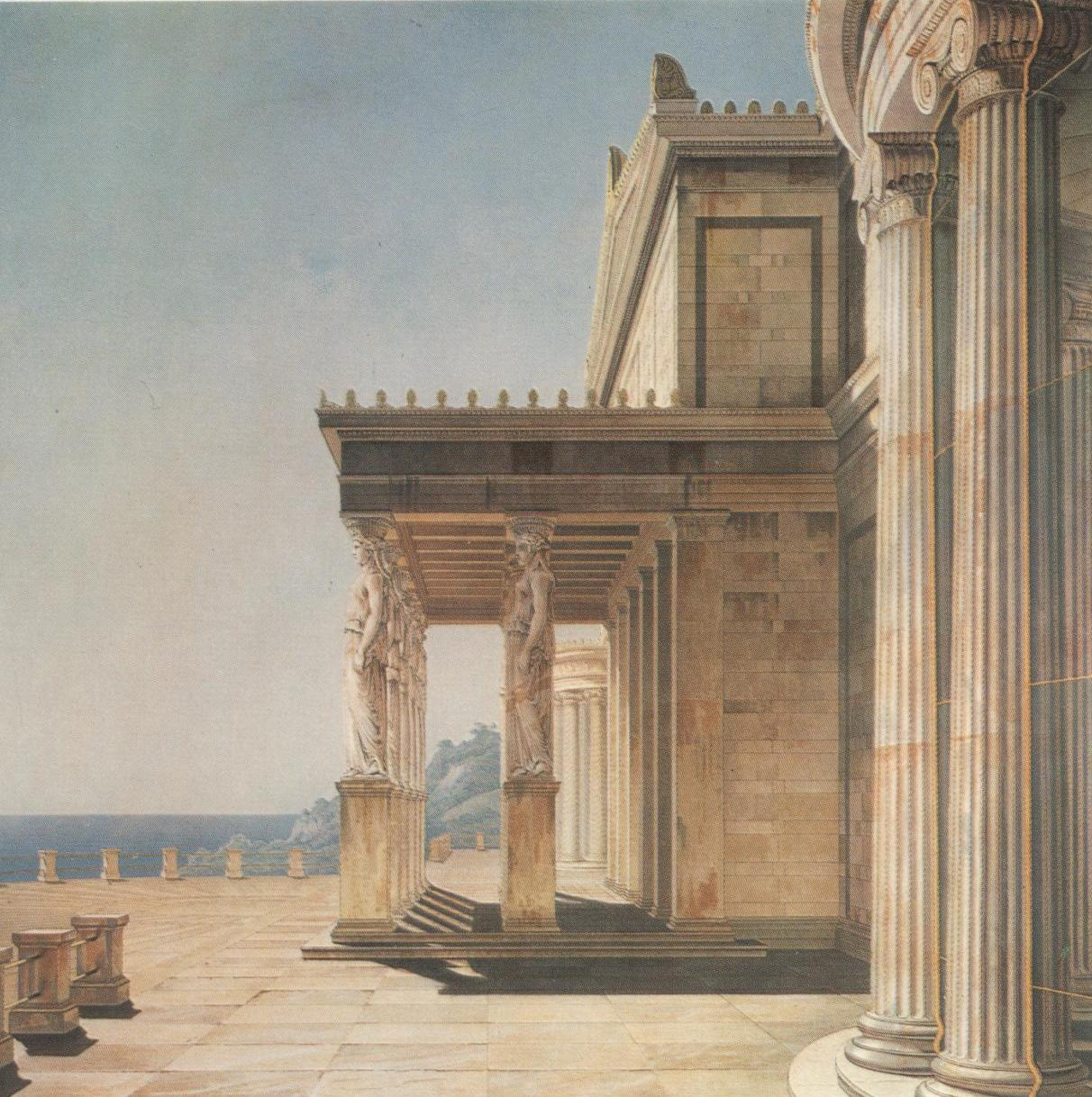
Karyatiden-Halle als Terrasse mit Blick auf das Schwarze Meer. Lithografie von Wilhelm Loeillot nach Schinkel, Potsdam 1847

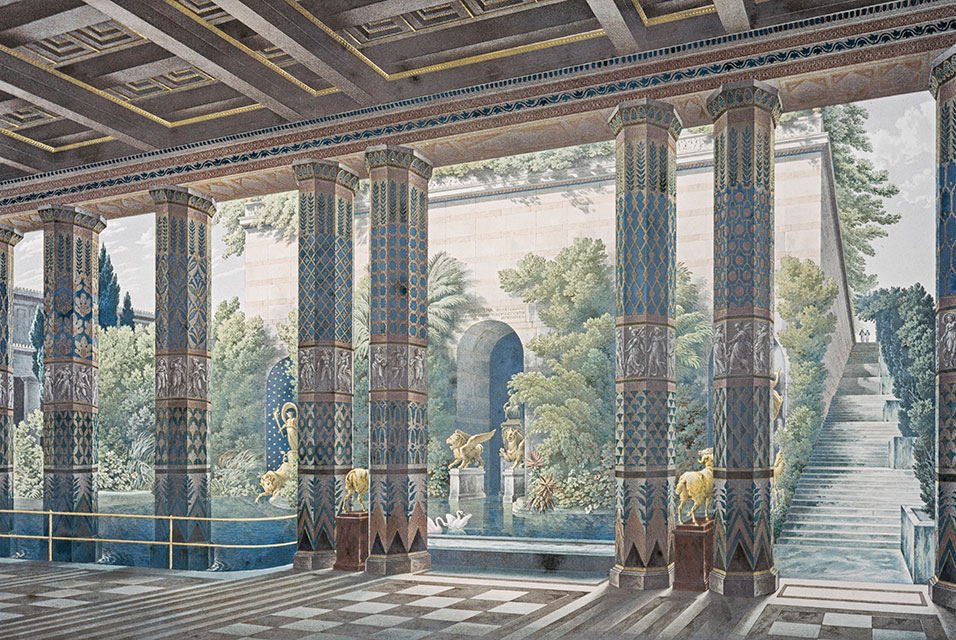
Blick aus dem Kaiserzimmer auf das Gartenperistyl, den Tempelsockel und Eingang zum Kunstmuseum; in der Mitte links befindet sich die Anspielung auf ein Bühnenbild Schinkels. Lithografie von Heinrich Mützel, Potsdam 1846

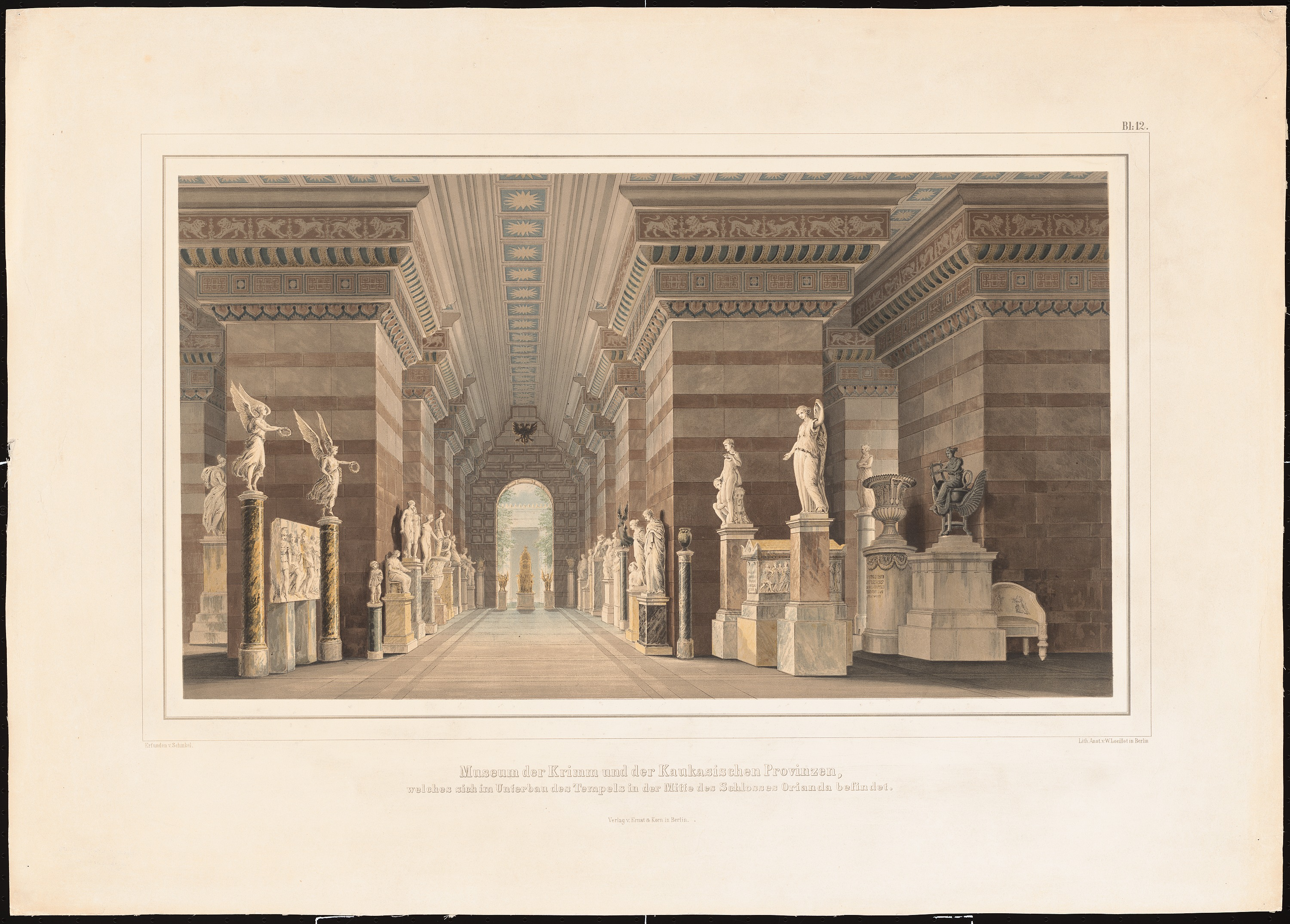
Das „Museum der Krimm“ im Sockel des Tempels mit den übermassiven Pfeilern. Lithografie von Wilhelm Loeillot nach Schinkel, Potsdam 1848

Schloss Orianda war ein nicht ausgeführtes Bauprojekt der Russischen Zarenfamilie. Die Entwürfe für das Schloss an der Südküste der Krim lieferte Karl Friedrich Schinkel auf Bestellung der Zarin Alexandra im Jahr 1838. Schloss Orianda sollte die Sommerresidenz der russischen Zarenfamilie werden, doch ausgeführt wurde der Bau nicht. Allerdings sind Schinkels Vorstellungen, in denen er sich von den Vorgaben der Zarin und ihres Mannes löste, in Abbildungen, Plänen und Zeichnungen erhalten. Das Projekt gehört zu seinem Spätwerk, in dem er durch utopische Entwürfe für eine idealisierte Architektur wahrscheinlich seinen Nachruhm als Architekt sichern wollte. Allerdings wird diese Vermutung nicht von allen Autoren der Literatur über Schinkel geteilt. Teile des Schinkelschen Entwurfs adaptierte Mies van der Rohe für die Neue Nationalgalerie in Berlin. 

## Hintergrund
Die beiden Entwürfe für Schloss Orianda sind Schinkels Spätwerk zuzuordnen, einer Zeit, in der er auf dem Zenith seiner Anerkennung und Bedeutung stand. Orianda ist im Zusammenhang mit seinem Entwurf für die Bebauung der Athener Akropolis von 1834 als Residenz für König Otto und einer nicht lokalisierbaren idealen Palastarchitektur für einen Fürsten von 1835 (wahrscheinlich gedacht für ein Architekturlehrbuch) zu sehen. Ob Schinkel jemals an die Verwirklichung seiner Entwürfe glaubte, ist zweifelhaft, denn er beschrieb auf eine märchenhafte, träumerische und jenseitige Weise vor allem seine Utopie eines idealen Palastes. Ihm ging es, im Alter bereits körperlich geschwächt und durch seine umfangreiche Tätigkeit als preußischer Beamter stark beansprucht, wohl eher darum, noch einmal seine idealistischen Vorstellungen einer perfekten Architektur zu dokumentieren und für die Nachwelt zu erhalten. Wahrscheinlich war er sich über die unrealistischen Architekturfantasien von Alexandras Ehemann Nikolaus im Klaren. Das sahen allerdings nicht alle Autoren so. In einem Artikel zu seinem 75. Todestag 1916 in der Deutschen Bauzeitung wurde vermutet, dass ihm der Entwurf für das Schloss Orianda zum Verhängnis geworden sei, da seine Hoffnungen, die er in diese Arbeit gesetzt hatte, sich nicht erfüllten:

„[…] er hoffte in ihm ‚den Gipfel seines Glückes zu finden‘, wie er an die damalige Kaiserin von Rußland […] schrieb. Jedoch der Entwurf, von dem Woltmann sagte, alles sei in ihm verwertet, was die weiter schreitende Wissenschaft an neuer Kenntnis der hellenischen Formen gewonnen; reiner und vollendeter habe niemals ein moderner Geist in seine Welt die griechische Schönheit hinein gezaubert und alle Pracht südlicher Natur, tiefblauer Himmel und endloses Meer in einen Wohlklang gefügt – dieser Entwurf wurde am russischen Hof kaum beachtet. Das gab der ohnehin schon schwer erschütterten Gesundheit Schinkels den Todesstoß.“

## Entwürfe
Für Schloss Orianda wünschte sich Zarin Alexandra, die das dafür geeignete Felsplateau mit kleinem Anwesen in der Nähe von Jalta von ihrem Mann Nikolaus I. als Geschenk erhielt, „etwas wie Charlottenhof“, aber mit Atrium und im orientalischen Stil, wie beispielsweise beim Woronzow-Palast in Alupka. Ein Atrium hatte Schinkel bereits 1833 für Charlottenhof entworfen, das aber nicht verwirklicht wurde. Vom orientalischen Stil zeugt noch sein erster Entwurf, genannt „Moskowiter Entwurf“. Er enthielt vier Rundtürme, die ein Kastell bildeten als Reminiszenz an den Moskauer Kreml, sowie einen Säulengang mit erhöht platziertem Tempel. Der endgültige Entwurf verzichtete aber auf die Türme, während der Tempel beibehalten wurde. 
Nun sollte Schloss Orianda einem antiken Landhaus nachempfunden sein, allerdings in riesigen Dimensionen. In diesem „antikisch“ genannten Entwurf sah Schinkel drei zweistöckige Häuser vor, mit quadratischem Grundriss, einem Atrium und einem Gartenperistyl mit 28 × 22 achteckigen Pfeilern, verkleidet mit fremdartigen Mosaiken und floralen Ornamenten (Helmut Börsch-Supan sieht in diesen aufstrebenden floralen Ornamenten Vorbilder für den späteren Jugendstil). Die Gärten waren maurischen Vorbildern entlehnt, besonders der Palacio de Generalife inspirierte Schinkel. Wohntrakte und Staatszimmer waren zum Schwarzen Meer hin ausgerichtet, dazu ein alles überragender offener, allerdings verglaster, Aussichtstempel im Innenhof. In seinem überdimensionierten Sockel, umgeben von Wasserläufen und Bassins, sollte ein Kunstmuseum, ein Museum der Krim und der Kaukasischen Provinzen, mit Skulpturen und Bildwerken untergebracht werden. Dieser Raum hatte als Bedeckung keine Wölbung, das hätte dem „griechischen Stil“, den Schinkel vertrat, widersprochen, sondern die für ihn typische Überkragung. Die dafür vorgesehenen Pfeiler waren überaus massiv und wirkten übermächtig, obwohl sie nur einen offenen Tempel tragen sollten. Der Raum wirkt daher befremdlich und bedrückend. Vielleicht wollte Schinkel den Eindruck antiker Gräber erwecken, vermutet Helmut Börsch-Supan über den gruftartiken Charakter des Raumes, doch Schinkel selbst schreibt, dass er damit auch einen kühlen Raum für die heißen Sommer der Krim schaffen wollte. 
Schinkel paarte mit seinem endgültigen Entwurf für das Schloss Orianda das griechisch Antike mit dem Orientalischen, dem Maurischen der iberischen Halbinsel. Aber auch Elemente seiner Bühnenbilder sind durchaus erkennbar. Auf Orianda sollte es eine Karyatiden-Halle geben, die als Vorbild die Korenhalle des Erechtheion auf der Akropolis hatte. Um die mächtigen Dimensionen etwas aufzulösen, teilte er die Anlage in einzelne Komponenten, die etwas Intimität und den Reiz und Atmosphäre antiker Landhäuser schaffen sollten. Hier zeigen sich wieder seine früheren Ideen und setzten dem russischen Hang zu einer Mischung aus Pracht und Gigantomanie, der im 19. Jahrhundert vorzuherrschen begann, etwas entgegen. Zarin Alexandra kommentierte Schinkels Entwürfe allerdings mit den Worten: 

„Warum macht er nicht noch eine kleinere Möglichkeit, statt dieser Unmöglichkeit, wodurch Mithridates' Nachfolger Ruhm einernten sollte, aber wenig Freude im Wohnen und wir überdies zu Greisen werden möchten, ehe der Bau vollendet.“

## Nachwirkung
Über die Absage der Zarin war Schinkel enttäuscht. In einem Brief an sie beschrieb er noch einmal sein architektonisches Konzept, seine künstlerischen Absichten und erwähnte, dass er doch auf alle ihre Wünsche eingegangen sei. Für Schloss Orianda verzichtete er sogar auf einen Thron- oder Repräsentationssaal, ebenso fehlten eine Kapelle und ein Theater. So hatte Orianda durchaus einen Landhauscharakter. Doch es war vergeblich, denn ein vielleicht vorgeschobener Grund war die fragliche Wasserversorgung des Schlosses auf dem Felsplateau. Doch Schinkels Orianda hatte eine Nachwirkung. Der Architekt Ludwig Mies van der Rohe war ein bekennender Freund seiner Architekturtheorie, er beschäftigte sich intensiv damit und besaß Schinkels Mappe Werke der höheren Baukunst. Während der Planung für die Neue Nationalgalerie in Berlin holte Mies öfter die Entwürfe für Orianda hervor und erklärte sie Besuchern. Besonders ging er auf den offenen, aber verglasten Tempel und den Sockel mit dem „Kaukasischen Museum“ ein. Der aufgesetzte Tempel hatte nach Mies gar „keinen Sinn“. Doch genau dieser gläserne Tempel wurde in der Nationalgalerie 1968 modern verwirklicht: Ein „zweckfreier Bau auf einem Museum, zelebrierte Architektur.“